# Psara fascinalis
Psara fascinalis là một loài bướm đêm trong họ Crambidae.